# Brandon Lee
Brandon Bruce Lee —Lǐ Guóháo en pinyin— (Oakland, Califòrnia, 1 de febrer de 1965 - Wilmington, Carolina del Nord, 31 de març de 1993) fou un actor nord-americà i fill de l'actor i expert en arts marcials Bruce Lee.
Brandon Lee era un jove que va haver de viure a l'ombra de la fama del seu pare Bruce Lee. De caràcter molt agradable i molt estimat pels qui l'envoltaven, va intentar seguir els passos del seu pare en el cinema, tot i l'oposició de la seva mare Linda. Brandon va heretar en certa manera les aptituds físiques del seu pare i això li va permetre arribar a tenir una certa destresa molt similar i única com era la del seu pare. La semblança física de Brandon amb el seu pare era òbvia, però el caràcter havia estat heretat de la seva mare. Brandon era amant del motociclisme, practicava les arts marcials i posseïa un carisma similar al del seu pare.

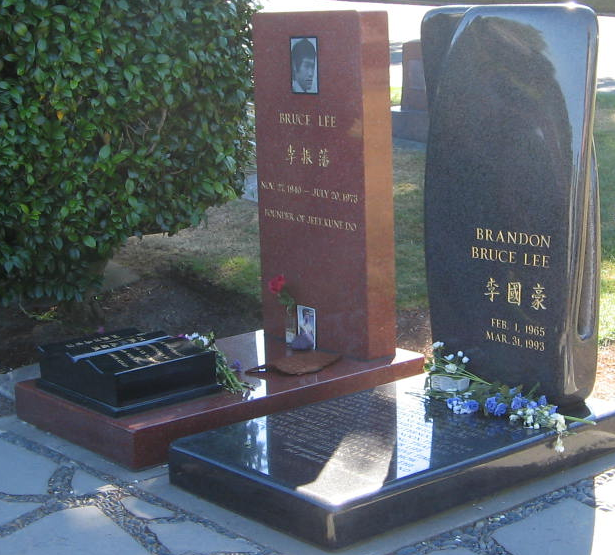
Tomba de Brandon Lee, al costat del seu pare Bruce Lee, al cementiri Lake View

Brandon, que va tenir una carrera cinematogràfica bastant curta, va rebre un tret per error que li va causar la mort als 27 anys; aquest tret va succeir durant la gravació de la pel·lícula The Crow. Aquest fatal accident va ocórrer quan es va disparar un revòlver Magnum del calibre 44, que per imprudència d'un dels encarregats de l'equip, tenia una bala antiga al tambor metàl·lic. Durant una escena d'aquesta pel·lícula, quan el personatge de Lee, Eric Draven era tirotejat massivament per una banda armada, es va produir la tragèdia. La bala s'havia allotjat a l'arma quan va ser utilitzada en una escena anterior, en la qual un casquet de percussió va ser disparat i va empènyer la bala solta des del seu buit. La part en la qual Brandon Lee era ferit de mort per la bala va ser destruïda, a causa d'un acord legal, i el tir que va llençar la bala que el va matar no va ser usat en el film, encara que algunes llegendes urbanes afirmen que així va ser finalment. El tret va arribar a l'abdomen de Brandon Lee i li va produir la mort hores després en un hospital de Carolina del Nord.
El tret va ser considerat com un accident, encara que algunes persones afirmen que va poder ser un possible "joc brut" o revenja, com es diu que li va ocórrer al seu pare, Bruce. Estranyament, el personatge interpretat pel seu pare en la pel·lícula El joc de la mort és disparat d'una manera similar. El protagonista, com Eric Draven en The Crow, torna de la mort per venjar-se dels seus enemics.
Avui dia, les conjectures sobre el motiu de la seva defunció continuen sent polèmiques, encara que recentment es van fer públics els documents mèdics que certificaven la seva mort i les seves causes. Aquests documents poden veure's en la pàgina web thecrow.info, i en aquests estan totes les dades referides a la defunció de l'actor, la qual cosa confirma que efectivament va morir en el rodatge de The Crow, el 1993, i no en un accident de cotxe, com es va dir durant un temps per apagar la suposada "llegenda urbana" de la seva mort mentre rodava aquest film.
Lee va ser enterrat al costat del seu pare al cementiri Lake View de Capitol Hill, Seattle, Washington. Ambdues morts van ser sospitoses i misterioses.

## Curiositats
Els germans Wachowski tenien pensat elegir Brandon per al paper de Neo en la saga The Matrix, un paper que després de la seva mort acabaria fent Keanu Reeves. 